# Lago del Tremorgio
El lago del Tremorgio es un lago alpino situado en la comuna de Prato en los Alpes Lepontinos.

## Morfología
Se formó en una dolina ampliada tras una erosión glaciar. Es de forma casi circular y tiene una profundidad de 57 metros.

## Explotación hidroeléctrica
En el 1899, el ingeniero Raffaele Frasa de Lavorgo, pidió la concesión para objetivos industriales de las aguas del lago Tremorgio. En el 1918 empezaron los trabajos de construcción de la instalación, de esta forma, las aguas serían transportadas a la central hidroeléctrica del Tremorgio en la localidad de Rodi. Fue completada en el 1926  con la instalación de un grupo de bombas destinadas a elevar el agua del río Tesino para acumularla en el lago, si bien desde 1975 ya no se utilizan.

## Fauna

### Peces
Las especies introducidas son la trucha fario, la trucha arcoíris, la trucha alpina y la trucha americana. La introducción de truchas americanas fue suspendida en el 1983. En el pasado, el lago también ha sido repoblado con salmerini fontinalis, introducido por última vez en el 1991.

## Otros proyectos
- Multimedia en Commons.

- Datos: Q870247
- Multimedia: Lago Tremorgio / Q870247